# Validentia muscula
Validentia muscula är en stekelart som beskrevs av Heinrich 1934. Validentia muscula ingår i släktet Validentia och familjen brokparasitsteklar. Utöver nominatformen finns också underarten V. m. javanica.